# Giunio Fedreghini
Giunio Bruto Carlo Maria Fedreghini (* 30. April 1861 in Sarnico; † 24. Dezember 1945 in Senigallia) war ein italienischer Fechter. Er nahm an den Olympischen Sommerspielen 1900 in Paris im Florett-, Degen- und Säbelfechten teil.